# Abidjan
Abidjan är den största staden i Elfenbenskusten och är belägen vid atlantkusten, 240 kilometer söder om landets huvudstad Yamoussoukro. Staden hade över fem miljoner invånare vid folkräkningen år 2021. Abidjan är landets ekonomiska och industriella centrum, med bland annat textil-, trä-, jordbruks-, kemi- och konservindustrier. Läget vid kusten gör att staden är en viktig exporthamn, som är förbunden med järnväg med Burkina Fasos huvudstad Ouagadougou. Den internationella flygplatsen Port-Bouët ligger strax söder om Abidjans centrum. I Abidjan finns ett universitet, grundat 1964.
Staden har tropiskt monsunklimat med kraftig nederbörd, i synnerhet under regnperioden mellan maj och juli och även under september till november.

## Historia

### Huvudstad
Staden växte efter att en ny hamnplats anlades på 1930-talet och den blev huvudstad i den dåvarande franska kolonin. Staden var då franska Elfenbenskustens tredje huvudstad, en funktion som tidigare innehafts av städerna Grand-Bassam och Bingerville. 1983 blev Yamoussoukro landets fjärde huvudstad men nationalförsamlingen fortsatte att sammanträda i Abidjan.

### Giftskandalen 2006
Under natten mellan den 19 och 20 augusti 2006 dumpade fartyget Probo Koala, som hyrts in av det internationella företaget Trafigura, giftigt avfall på minst tolv platser i Abidjan. Trafigura, som är ett av världens största bolag för handel med råvaror, hade dessförinnan försökt göra sig av med avfallet i Amsterdam. Men då det nederländska företag som åtagit sig att sanera lasten mångdubblade priset på grund av den höga gifthalten lastades det ombord på fartyget igen. Enligt FN:s utredning hade det nederländska företaget åtagit sig att ta emot lasten för 190 kronor per kubikmeter, men när lastens verkliga gifthalt uppdagades ändrade de priset till 8 500 kronor per kubikmeter. I Abidjan åtog sig det lokala bolaget Tommy att ta emot lasten för endast 220 kronor per kubikmeter. Som en följd av dumpningen av det giftiga avfallet har tiotusentals ivorianer antingen dött i förgiftning eller fått allvarligt försämrad hälsa.

#### Juridiska följder
- 2007 betalade Trafigura 152 miljoner euro till den ivorianska staten i ett avtal som också innebar att bolaget inte medger något ansvar i giftskandalen och inte kan åtalas i Elfenbenskusten.[3]
- 2008 dömdes två personer i Elfenbenskusten för att ha dumpat avfallet i Abidjan till fem respektive tjugo års fängelse. De två var dock inte anställda av Trafigura.[3]
- 2009 gjordes en förlikning med en brittisk juristfirma som hävdar att de representerade 30 000 ivorianer. Till juristfirman har det betalats ut 33 miljoner. Amnesty International var mycket kritiskt till att skadeståndet gick till ombud.[4]
- Den 23 juli 2010 dömdes Trafigura i en nederländsk domstol till en miljon euro i böter för att ha brutit mot europeisk lag då avfallet skickades till Afrika, samt för att ha mörkat gifthalten.[3]

### Inbördeskriget 2011
Under kriget i Elfenbenskusten 2011 började FN-styrkor 1 april 2011 strida mot Laurent Gbagbos styrkor i Abidjan. Bakgrunden till kriget var att Gbagbo vägrade att avgå som president, fast han förlorade i presidentvalet i november 2010. Helikopterbesättningar från den franska Licorne-styrkan ("Enhörningen") öppnade eld mot Gbagbosidans militärförläggning Agban i Abidjan. Franska armén uppgav att målet var en arsenal av tyngre vapen.. Den 3 april 2011 tog franska trupper kontrollen över Abidjans flygplats. Gbagbos politiska motståndare Alassane Ouattaras beväpnade styrkor belägrade sedan torsdagen den 7 april Gbagos residens i Cocody-området i Abidjan. När Japans ambassadör skulle fly från bostaden i Abidjan under natten, utbröt även strider mellan fransk militär och Gbagbos styrkor.
Den 11 april 2011 greps Laurent Gbagbo i sin bunker i Abidjan.
Den tidigare presidentens talesman Alain Toussaint hävdade att franska elitstyrkor genomfört en "statskupp" i sin forna koloni när de hjälpte till att gripa Gbagbo. Enligt den franska versionen greps Gbagbo av Ouattaras trupper och de franska styrkorna var bara med som understöd. Ouattaras justitieminister Jeannot Ahoussou-Kouadio framförde hur Gbagbo gripits efter strider mellan Ouattaras regeringsstyrkor och expresidentens soldater som påstods ha understötts av liberianska och angolanska legoknektar och milis. Dagen efter gripandet av Gbagbo, på eftermiddagen 12 april, uppkom skottlossning i Abidjan i två stadsdelar med många Gbagbo-anhängare. FN:s människorättskommissarie uppgav att minst 536 människor har dödats sedan slutet av mars.
Gbagbos inrikesminister Desire Tagro var skadad när han 11 april fördes till Golf Hotel tillsammans med Gbagbo. Han avled tisdagen den 12 april ”i oklara omständigheter”, som det uttrycktes i internationella medier. Icke namngivna källor har uppgett för nyhetsbyrån AFP att den tidigare ministern fick vård på en sjukvårdsklinik i Abidjan där han ska ha avlidit på tisdagsmorgonen. På tisdagen meddelade FN också att ex-president Gbagbo hade flyttats från hotellet och inte längre befinner sig i Abidjan.
På begäran av den tillträdande presidenten Alassane Ouattara hävdes sanktionerna mot Abidjans hamn som hade införts på grund av Gbagbos vägran att avgå. Ouattara beordrade ett omedelbart återupptagande av kakaoexporten. Omkring 400 000 ton kakao hade fastnat i kuststäderna Abidjans och San-Pédros hamnlager vid Guineabukten.